# 밀림 (소설)

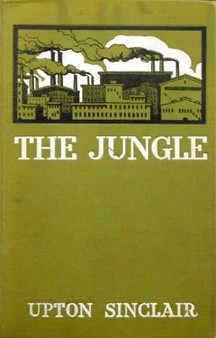
제1판

《밀림》(密林)은 미국의 소설가인 업턴 싱클레어가 1906년에 발표한 장편 소설이다. 26세 때 시카고의 도살장을 조사하여 <이성에의 호소>라는 사회주의 계열의 주간지에 발표했다. 리투아니아인 유르기스 루독스가 미국으로 이주, 시카고 도살장에서 일하는데, 손씻을 물조차 없는 비위생적인 노동환경에서 병에 걸려 실직하게 되는 이야기이다. 사회주의를 계몽하고, 미국 자본주의 사회의 모순을 고발하여 시어도어 루스벨트 대통령으로 하여금 정치적 해결을 촉진시켰다.

## 같이 보기
- 탐사보도
- 노스웨스턴 대학교